# 国立中央大学
国立中央大学（こくりつちゅうおうだいがく、英語: National Central University、公用語表記: 國立中央大學）は、台湾桃園市中壢区中大路300号に本部を置く中華民国（台湾）の国立大学。1915年創立、1915年大学設置。
大学の略称はNCU、または中大（Chung-ta）。

## 概観
現在文、理、工、管理、情報電機、地球科学、客家の7学院（学部）、19学系（学科）と43研究所（大学院課程）を擁し、同時に宇宙、防災、ナノテク等の10研究センターを擁した総合大学としての地位を占めている。特に宇宙工学や天文関係に関しては台湾随一の設備を有し、台湾の先端工学を担っており、重点研究大学7校（現在6校）の一つに指定されている。
2005年に教育省が推進する「トップ大学計画」の中でも科学技術に立脚した発展を目標に定めている。2005年10月には桃園科技工業区内に観音キャンパスを建設し、同時に研究開発センターを設置した。産学協力での産業発展に寄与することを目的とし、台北地区での学術研究の中心としての地位を占めている。

## 歴史
国立中央大学は、1902年に現在の南京市に設立された三江師範学堂を起源としており、南京高等師範学校となった1915年を開学年としている。南京が中華民国の首都となった翌年の1928年に国立中央大学に改称された。その後国共内戦により中国共産党に接収され、1949年国立南京大学と改称された（南京時代の国立中央大学については国立中央大学 (南京)を、その後の共産党政権下の国立南京大学については南京大学をそれぞれ参照）。
現在の国立中央大学は、中華民国南京にあった国立中央大学の後身として、1962年に国立中央大学大学院地球物理学研究所として苗栗県に設立された。1968年、現在地に移転し、国立中央大学理学部に改名された。1979年に、国立中央大学という名前で正式に再建された。2003年に、NCUと他の3つの国立大学は、台湾大学システム協力パートナーシップを確立した。

### 年表
| 年     | 月日   | 事跡                                                                        |
| ------ | ------ | --------------------------------------------------------------------------- |
| 1902年 | -      | 南京市に三江師範学堂を設置                                                  |
| 1915年 | -      | 南京高等師範学校を設置                                                      |
| 1921年 | -      | 国立東南大学となる                                                          |
| 1927年 | -      | 国立第四中山大学と改称                                                      |
| 1928年 | -      | 国立中央大学と改称                                                          |
| 1949年 | 8月    | 中国共産党に接収、国立南京大学となる                                        |
| 1962年 | 7月    | 台湾大学物理館を借用し中央大学地球物理研究所として設置                      |
| 1963年 | -      | 苗栗県に移動                                                                |
| 1967年 | -      | 中壢市に移動                                                                |
| 1968年 | -      | 大学部物理学及び大気物理学系を設置 暫定的に校名を国立中央大学理学院と定める |
| 1970年 | 8月    | 外国語文学系を設置                                                          |
| 1971年 | 8月    | 土木工程学系を設置                                                          |
| 1974年 | 8月    | 数学研究所を設置                                                            |
| 1975年 | 12月   | コンピューターセンターを設置                                                |
| 1976年 | 8月    | 化学工程研究所を設置                                                        |
| 1977年 | 8月    | 物理与天文研究所、生産工程学系を設置                                        |
| 1978年 | 8月    | 大気物理研究所を設置                                                        |
| 1979年 | 7月1日 | 国立中央大学と改称 3学院、10学系、7研究所となる                             |
| 1979年 | 8月    | 生産統計研究所を設置                                                        |
| 1980年 | 8月    | 電気行程学系、地球物理学研究所博士班を設置                                  |
| 1981年 | 8月    | 外国語文学系、土木工程研究所、情報及び電子工程研究所を設置                  |
| 1982年 | 8月    | 光電化学研究所、機械工程研究所を設置                                        |
| 1983年 | 8月    | 大気物理学研究所博士班を設置                                                |
| 2003年 | -      | 客家学院、通訊工程学系を設置                                                |
| 2006年 | -      | 光電科学学系を設置                                                          |
| 2013年 | -      | 客家語文曁社会科学学系を設置                                                |

## 校歌
汪東／詞　程懋筠／曲

維襟江而枕海兮，金陵宅其中
陟升皇以臨睨兮，此実為天府之雄
煥哉鬱鬱兮，文所鐘
宏我黌舍兮，甲於南東
干戈永戢，弦誦斯崇
百年樹人，鬱鬱蔥蔥
広博易良兮，呉之風，以此為教兮，四方来同

## 組織
文学部
- 中国文学科
- 英美語文学科
- 法国語文学科
- 哲学研究科(応用倫理研究センター)
- 芸術学研究科
- 歴史研究科
- 学習与教学研究科
- 人文センター

理学部
- 数学科
- 物理学科
- 化学学科
- 生命科学科
- 天文研究科
- 統計研究科
- 光電科学研究科
- 認知与神経科学研究科

工学部
- 化學工程与材料工程学科
- 土木工程学科
- 機械工程学科
- 環境工程研究科
- 営建管理研究科
- 精密儀器センター
- 奈米触媒研究センター
- 生物医学工程センター
- 能源研究センター
- 界面科技研究センター
- 車輛行車事故鑑定センター
- 橋梁工程研究センター

地科学部
- 地球科学学科
- 大気科学学科
- 地球物理研究科
- 大気物理研究科
- 太空科学研究科
- 応用地質研究科
- 水文科学研究科
- 国科会地球科学研究推動センター

資電学部
- 電機工程学科
- 情報工程学科
- 通訊工程学科
- 通信網学習科技研究科

管理学部
- 企業管理学科
- 情報管理学科
- 経済学科
- 財務金融学科
- 産業経済研究科
- 人力資源管理研究科
- 工業管理研究科
- 高階主管企管碩士班（EMBA）
- 管理学部電算センター
- 管理学部学術研究センター
- 管理学部ERPセンター

客家学部
- 客家語文曁社会科学学科
- 客家社会文化研究科
- 客家政治経済研究科
- 客家語文研究科
- 法律与政府研究科

研究センター
- 太空及遥測研究センター
- 光電科学研究センター
- 環境研究センター
- 軟体研究センター
- 通訊系統研究センター
- 災害防治研究センター
- 台湾経済発展研究センター
- 客家研究センター
- 学習科技研究センター
- 奈米科技研究センター

教学センター
- 通識教育センター
- 師資培育センター
- 芸文センター
- 語言センター

## 歴代学長
| 代    | 氏名   | 任期                      |
| ----- | ------ | ------------------------- |
| 初代  | 戴運軌 | 1958年（~1962年）～1973年 |
| 第2代 | 李新民 | 1973年7月～1982年7月      |
| 第3代 | 余伝韜 | 1982年8月～1990年6月      |
| 第4代 | 劉兆漢 | 1990年6月～2003年2月      |
| 第5代 | 劉全生 | 2003年2月～2006年1月      |
| 第6代 | 李羅権 | 2006年2月～2008年5月      |
| 第7代 | 蔣偉寧 | 2009年2月～2012年2月      |
| 第8代 | 周景揚 | 2013年2月～現在           |

## 主要な教員
- 木下大輔（天文部）

## 主要な出身者

### 学術
- 郭廷以（歴史）
- 周法高（歴史、語言学）
- 邢慕寰（経済学）
- 黄彰健（歴史）
- 凌純声（民族学、人類学）
- 芮逸夫（英文、人類学）
- 厳済慈（物理学）
- 柏宝義（航空工学）
- 胡世楨（数学）
- 易家訓（土木、流体力学）
- 田炳耕（工学）
- 沈申甫（航空工学、流体力学）
- 許靖華（地質学）
- 呉健雄（物理学）
- 伍献文（生物学）
- 張伯毅（農学、生物学）
- 艾世勛（医学、薬学）
- 馮元楨（生物学）
- 李文雄（生物学）
- 伊林（物理学）

### 文芸
- 蒋彝（画家、詩人、作家、書家）
- 聶華苓（作家）
- 張徹 （映画監督）

### 教育
- 王賡武 （香港大学学長）
- 金俊燁 （高麗大学学長、韓国社会科学院理事長）
- 虞兆中 （国立台湾大学学長、中華民国工程師学会理事長）
- 秦大鈞 （国立成功大学学長、中国航空工業研究院院長）
- 楊希震 （国際政治大学学長）
- 張宗良 （国立台湾師範大学学長）
- 楊潔豪 （清雲科技大学学長）
- 周鶴鳴 （国立台湾体育学院院長）
- 鮑幼玉 （国立芸術学院院長）
- 方光圻 （陸軍理工学院院長）
- 周邦道 （中国医薬学院院長）
- 蔡義本 （中央大学教務長、台湾中央研究院地球科学所所長）

### 経済
- 李国鼎 （台湾の「科技教父」、「財経之父」、「経済奇跡推手」）
- 陳啓天 （経済部部長、工商部部長，青年党主席
- 江沢民 （元中国共産党総書記、中華人民共和国主席）
- 畢季龍 （聯合国副秘書長）
- 謝啓美 （聯合国副秘書長）
- 周書楷 （外交部長、駐アメリカ大使、駐バチカン大使）
- 汪道淵 （国防部部長、司法院副院長）
- 王作栄 （監察院院長、考選部部長）
- 銭国成 （最高法院院長）

### 産業
- 謝森中 （中央銀行総裁、交通銀行董事長）
- 陳慶瑜 （中国銀行董事長）
- 王志莘 （上海証券取引所創始者及び初代所長）
- 盧国紀 （民生實業公司董事長）
- 李文正 （インドネシア力宝グループ董事長，亞洲銀行家協会主席）
- 唐義方 （シンガポール聯合工程集団公司主席、シンガポール経済発展局主席）
- 張心怡 （中華開発公司董事長、台湾銀行頭取）
- 張訓舜 （台湾合作金庫銀行董事長）
- 施建生 （国票聯合證券公司董事長）
- 朱書麟 （台湾電力公司董事長）
- 鄒祖焜 （新亜建設開発公司董事長）
- 程志新 （能源航運股份公司董事長、台湾青年商会会長）
- 張昭焚 （鈺徳科技公司董事長）

## UST-台湾連合大学システム
- 国立清華大学/National Tsing Hua University, University System of Taiwan（有名な理学）
- 国立陽明交通大学/National Yang Ming Chiao Tung University, University System of Taiwan（有名な医学と工学）
- 国立中央大学/National Central University, University System of Taiwan（有名な天文学と地学）